# Anexodus
Anexodus es un género de escarabajos longicornios.

## Especies
- Anexodus aquilus Pascoe, 1886
- Anexodus sarawakensis Sudre, 1997
- Anexodus syptakovae Gabriš, Trnka, Wahab & Kundrata, 2017
- Anexodus tufi Gabriš, Trnka, Wahab & Kundrata, 2017